# Department of Conservation

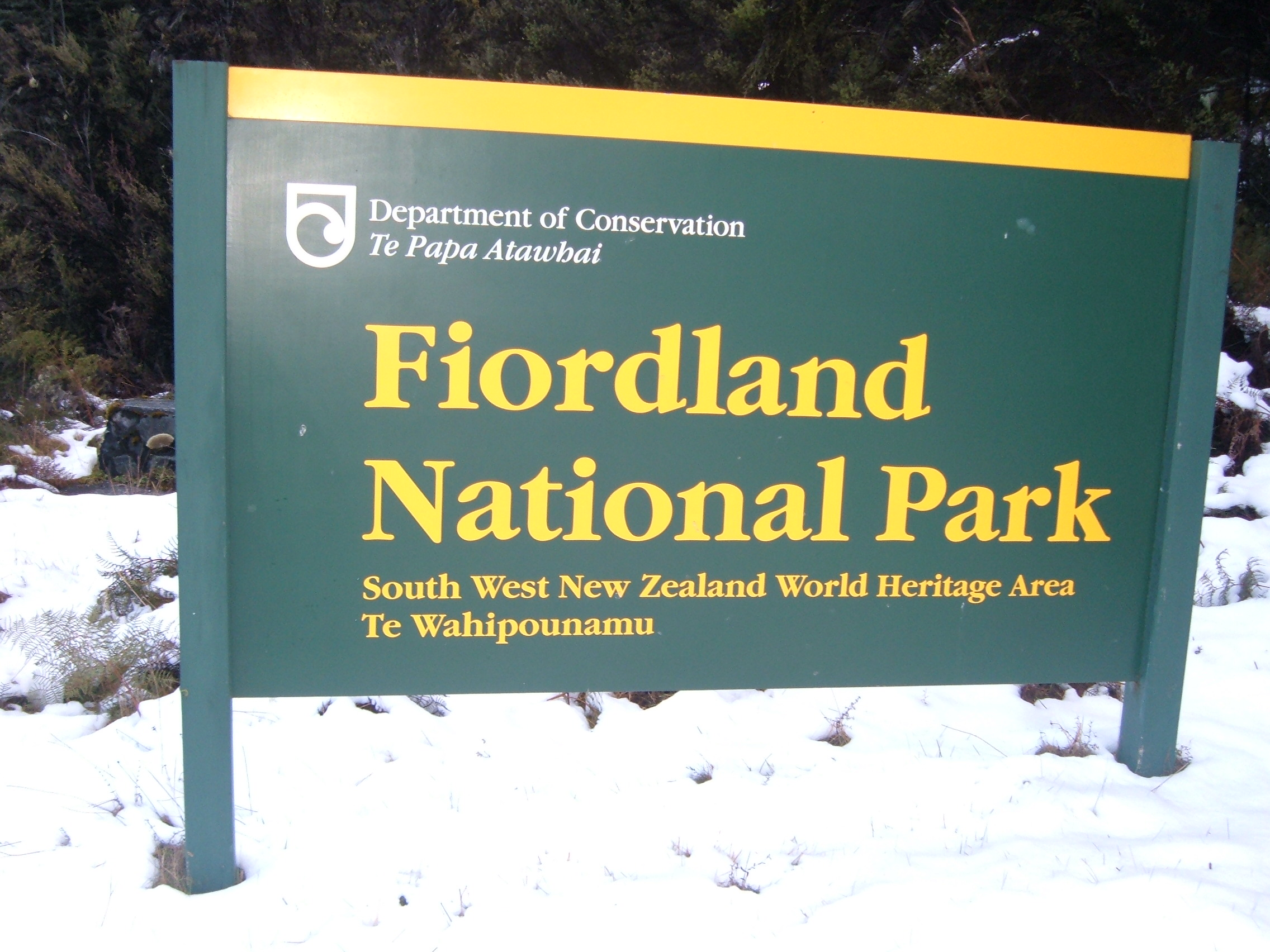
Das DOC-Logo (hier am Eingang zum Fiordland-Nationalpark)

Das Department of Conservation (DOC), in Maori Te Papa Atawhai, ist ein Public Service Department (Behörde des öffentlichen Dienstes) in Neuseeland, das für den Naturschutz im Lande zuständig ist.

## Geschichte
In dem Reformklima der Labour-Regierung der 1980er zeichnete sich bereits 1984 die Schaffung einer Behörde ab, unter der der gesamte Naturschutz des Landes gebündelt werden sollte. Der New Zealand Forest Service war für den Schutz des Waldes zuständig und das Department of Lands and Survey für den Schutz des Landes sowie der Nationalparks, letzteres bei gleichzeitiger Aufgabe, Land für bestimmte Nutzungen zu entwickeln. Dieser Zielkonflikt und die Kampagne verschiedener neuseeländischer NGOs, wie Forest & Bird, Native Forests Action Council, Friends of the Earth, Maruia Society und anderen, den sogenannten Lowland Podocarp Forest landesweit ausreichend zu schützen, hatten Einfluss auf die jährlich stattfindende nationale Konferenz der Labour Party im Jahr 1985 in Christchurch.
Am 1. April 1987 wurde das Department of Conservation von der Labour-Regierung unter Premierminister David Lange gegründet. Grundlage war der zuvor verabschiedete Conservation Act 1987 (Gesetz), der Teile von Aufgaben des New Zealand Forest Service, des Department of Lands and Survey und den Archäologie-Bereich des New Zealand Historic Places Trust übernahm. Der New Zealand Wildlife Service wurde gänzlich in das DOC integriert. Über 1100 Festangestellte und über 700 Teilzeitkräfte wurden seinerzeit landesweit von den anderen Behörden abgezogen und in das neue Department integriert. Der erste zuständige Minister war Russell Marshall gefolgt von Helen Clark, der späteren Premierministerin des Landes.
In Paragraph 4 des Conservation Act 1987 wurde unter anderem festgelegt, dass der Treaty of Waitangi bei allen Entscheidungen des DOC berücksichtigt werden muss. Damit wurde klargestellt, dass die Belange der Māori bei allen Entscheidungen bezüglich Landangelegenheiten berücksichtigt werden mussten.
In den Jahren 1993 bis 1994 veränderte das DOC seine Logos und wechselte hin zu Hinweistafeln mit weißem Logo, gelber Schrift und Balken auf grünem Untergrund.

### Cave Creek Desaster
Einen "schwarzen Tag" erlebte das DOC am 28. April 1995, als sich eine Aussichtsplattform im Paparoa National Park aus ihrer Verankerung löste und 18 Menschen 30 Meter in die Tiefe des Cave Creek riss. 14 von ihnen starben und die anderen wurden zum Teil schwer verletzt. Nach dem Unfall wurden sofort mehr als 520 Konstruktionen des DOC auf ihre Sicherheit inspiziert und 65 davon für Reparaturarbeiten vorübergehend geschlossen. Untersuchungen des Vorfalls führten aber zu den eigentlichen Ursachen der Katastrophe. Das Primat der Kostenreduzierung unter Wirtschaftlichkeitsgesichtspunkten und die Verringerung von Personal, bei gleichzeitig ansteigenden Aufgaben und Anforderungen, hatten die Organisation des West-Coast-Conservancy (Aufsichtsbehörde) schlicht überfordert.
So führten u. a. die Tatsachen, dass
- die Konstruktion der Aussichtsplattform nicht für das Gewicht von 18 Menschen ausgelegt war,
- lediglich ein Ingenieur für das DOC auf der südlichen Insel zur Verfügung stand und nicht für den Bau der Aussichtsplattform konsultiert wurde,
- kein qualifizierter Schreiner während des Baus zugegen war,
- gesetzliche Regelungen und Vorgaben Mitarbeitern nicht vermittelt wurden,
- mangelhafte Inspektionen durch qualifiziertem Personal durchgeführt wurden,
- mangelhafte Warnschilder bezüglich der maximal zulässigen Anzahl von Personen für die Plattform angebracht waren,
- mangelhafte Kommunikationsstrukturen zwischen Management und dem Personal vor Ort existierten,

in ihrem Zusammenwirken zu der Katastrophe.
In Erkenntnis der ermittelten Mängel wurden wenig später in einem Zeitraum von nur drei Monaten rund 20.000 weitere Einrichtungen des DOC inspiziert, über 12.500 km Wanderwege inventarisiert und acht Ingenieure eingestellt, die über drei Jahre hinweg Sicherheitsstandards entwickelten und Konstruktionen überarbeiteten, bzw. neu entwickelten. In den Jahren 1998 bis 2000 wurden zusätzliche Geldmittel bereitgestellt, um die vom DOC verwaltete Infrastruktur für die Öffentlichkeit weiterzuentwickeln.

## Zuständigkeiten und Aufgaben
Dem Department of Conservation wurde mit dem Conservation Act 1987 per Gesetz die Aufgabe übertragen, die Erhaltung des natürlichen und historischen Erbes Neuseelands im Namen der gegenwärtigen und zukünftigen Generationen zu fördern.
Die Aufgaben des DOC sind neben dem Conservation Act 1987 auch in dem National Parks Act 1980, dem Marine Reserves Act 1971, dem Reserves Act 1977, dem Wild Animal Control Act 1977, dem Wildlife Act 1953 und dem Marine Mammals Protection Act 1978 definiert.
Die Hauptaufgaben im Einzelnen sind:
- Land, Wasser, und historische Plätze unter den Gesichtspunkt des Naturschutzes zu schützen.
- In Gebieten, die dem Naturschutz unterliegen, Wanderwege, Fahrradwege, 4WD-Wege, Hütten, Campingplätze, Besucherzentren, Zugang zu historischen Orten und sonstige Einrichtungen für Erholungssuchende vorzuhalten, zu entwickeln und zu pflegen.
- Tourismusunternehmen oder Aktivitäten Dritter Nutzungsgenehmigungen in Naturschutzgebieten zu erteilen, sowie Benutzungsrechte  für Standorte zu Telekommunikationszwecken zu vergeben.
- Meeressäugetiere und Lebensräume der Süßwasserfische zu schützen, sowie den Bestand der geschützten Tiere zu erhalten und die einheimische Binnenfischereien und Freizeitbinnenfischereien zu regulieren.
- Im Allgemeinen sich für die Erhaltung von natürlichen und historischen Ressourcen einzusetzen, Informationen zum Naturschutz zu liefern, internationale Vereinbarungen und Umweltmanagement in Neuseeland umzusetzen.
- Den Minister für Naturschutz in seiner Verantwortung unter dem Resource Management Act 1991 für die Küsten- und Meeresumgebung zu unterstützen.
- Dem Minister für Naturschutz in Sachen Naturschutzstrategien und Naturschutzrecht zu beraten, sowie Gesetzgebungsprozesse der Regierung zu begleiten.

## Daten zum DOC
Das DOC ist Stand 2015 in elf verschiedene Regionen mit jeweils eigenen Büros aufgeteilt. Es unterhält und verwaltet:
- 8,5 Millionen Hektar Land historischer Plätze,[11]
- 14 National Parks (NP),[12]
- 18 Conservation Parks (CP) (Naturschutzparks),[13]
- 15 Forest Parks (FP) (Waldparks),[13]
- 33 Meeresschutzgebiete mit einer Fläche von knapp 1,28 Millionen Hektar,[11]
- 6 Schutzgebiete für Meeressäugetiere mit einer Gesamtfläche von rund 2,4 Millionen Hektar,[11]
- über 950 Hütten aller Art,[14]
- über 250 sogenannte Conservation Campsites (Campingplätze), die per Kraftfahrzeug zu erreichen sind,[15]
- 9 Great Walks, Wanderwege in besonders reizvoller Landschaft mit mehrtägigen Touren,[16]
- weitere 14 kurze und 5 Tages-Wanderwege mit besonderer Bedeutung,[17] und
- weitere unzählige Kilometer Wanderwege (Wanderwege Neuseelands).